# Johannes Jungwirth
Johannes Jungwirth (* 2. November 1983 in Mallersdorf-Pfaffenberg) ist ein deutscher Ingenieur, Unternehmer und Hochschulprofessor. Jungwirth ist Gründer und technischer Geschäftsführer der VK Energie GmbH und seit 2020 Professor für „Smart Energy Systems“ an der Hochschule Ansbach.

## Leben und Wirken
Jungwirth studierte Elektrotechnik an der Technischen Universität München und war anschließend wissenschaftlicher Mitarbeiter am Lehrstuhl für Energiewirtschaft und Anwendungstechnik. Er beschäftigte sich mit erneuerbarer, dezentraler Energieerzeugung, Kraft-Wärme-Kopplung und dem optimalen Einsatz von thermischen Speichern. Während dieser Tätigkeit war er Miterfinder eines im Jahre 2011 angemeldeten Patents „Verfahren zur Zustandsbestimmung eines thermischen Pufferspeichers sowie zur multikriteriellen Regelung einer Heizungsanlage“. 2015 wurde er mit dem Thema „Lastmanagement in Gebäuden – Entwicklung einer modellprädiktiven Regelung mit einem adaptiven Gebäudemodell zur Flexibilisierung der Wärme- und Kälteversorgung von Gebäuden“ zum Dr.-Ing. promoviert. Als Leiter Vertrieb und Business Development hat er mehrere Jahre im Bereich der optimalen Vermarktung von Strom aus dezentralen und erneuerbaren Erzeugungsanlagen gearbeitet. 2017 hat Jungwirth gemeinsam mit Philipp Schaltenberg die VK Energie GmbH mit Sitz in München gegründet. Als technischer Geschäftsführer hat er ein Optimierungssystem für Strom- und Wärmesysteme entwickelt, das mithilfe von künstlicher Intelligenz und mathematischer Optimierung die optimale Fahrweise für Energiesysteme ermittelt und automatisiert umsetzt.
Nachdem er 2020 den Ruf als Professor an die Hochschule Ansbach erhalten hatte, war er von 2021 bis 2023 Leiter der Außenstelle Campus Feuchtwangen. Ein wesentlicher Beitrag zur Weiterentwicklung dieser Außenstelle war der Einsatz für das neue Lehrsaalgebäude als Erweiterungsbau des bestehenden Gebäudes. Er hat 2021 den Masterstudiengang „Smart Energy Systems“ als internationalen und englischsprachigen Studiengang entwickelt und eingeführt und ist seitdem Studiengangsleiter.
Unter seiner Leitung sind am Campus Feuchtwangen zahlreiche Studien und Analysen zur Dekarbonisierung der Strom- und Wärmeversorgung von Städten und Kommunen sowie zur optimalen Energieversorgung von Unternehmen und Quartieren durchgeführt worden.
Johannes Jungwirth tritt in der Öffentlichkeit regelmäßig als Experte zu den Themen Optimierung von Energiesystemen, Energiemanagement und aktivem Wärmespeichermanagement auf. Sein wesentliches Forschungsfeld ist die intelligente und vorausschauende Betriebsweise einzelner Strom- und Wärmeerzeuger in einem Energiesystem.